# Cattedrale di San Giovanni Battista (Norwich)
La cattedrale di San Giovanni Battista (in inglese: Cathedral Church of St John the Baptist) è la cattedrale cattolica della città di Norwich, nel Regno Unito. È la seconda più grande cattedrale cattolica del paese. Fu costruita con il decisivo finanziamento del cattolico Duca di Norfolk.

## Storia
La cattedrale è stata costruita tra il 1882 e il 1910, anno della sua consacrazione.  A volerla come dono per la città di Norwich (capoluogo del Norfolk) fu Henry Fitzalan Howard (1847-1917), il cattolico Duca di Norfolk (Primo Pari del Regno, per rango di Premier Duke).  Nel 1976 è stata consacrata come cattedrale della diocesi dell'East Anglia.
La città ospitava già una storica cattedrale, ossia la celebre Cattedrale di Norwich di origine medioevale, di proprietà della Chiesa anglicana dopo la Riforma.